# Rytele-Olechny
Rytele-Olechny – wieś w Polsce położona w województwie mazowieckim, w powiecie sokołowskim, w gminie Ceranów. Ma status sołectwa.
| SIMC    | Nazwa    | Rodzaj    |
| ------- | -------- | --------- |
| 0669677 | Jagodnik | część wsi |
| 0669683 | Kobylnik | część wsi |
| 0669690 | Niwy     | część wsi |
| 0669708 | Pasieka  | część wsi |
| 0669714 | Rybaki   | część wsi |
| 0669720 | Szlachta | część wsi |
| 0669737 | Zaborze  | część wsi |

W latach 1975–1998 miejscowość administracyjnie należała do województwa siedleckiego.
Mieszkańcy wyznania rzymskokatolickiego należą do parafii Niepokalanego Poczęcia NMP w Ceranowie.